# Psilogobius mainlandi
Psilogobius mainlandi är en fiskart som beskrevs av Baldwin 1972. Psilogobius mainlandi ingår i släktet Psilogobius och familjen smörbultsfiskar. Inga underarter finns listade i Catalogue of Life.